# Terras de Lomba
As Terras de Lomba são uma região do concelho de Vinhais, do Distrito de Bragança, Portugal.
Situam-se numa lomba entre os rios Mente e Rabaçal que correm paralelamente até se reunirem no extremo meridional.
Abrange 14 aldeias, que têm no nome a referência à região a que pertencem: Cisterna, Vilarinho, Quirás, Edroso, Passos, Vilar Sêco, Gestosa, Frades, Edral, Ferreiros, Sandim, Brito, Vilar, São Jumil; e 2 quintas, a quinta de Tresmonte e a quinta de Amanso.
Habitada deste tempos remotos, a região mostra vestígios da cultura castreja.
Foi-lhe concedido foral por D. Dinis em 1311 e 1324.
Teve inicialmente como sede S. João de Lomba (que já não existe actualmente) e posteriormente Vilar Sêco de Lomba.
Este concelho integrou as freguesias de Pinheiro Novo e Segirei que gozavam de grande isolamento em relação a outras localidades que não as de Lomba.
Em 1801 tinha 2 348 habitantes. O concelho de Lomba foi extinto em 1836.

## Museu de Terras de Lomba
O Município de Vinhais criou um museu resultante da requalificação da antiga abadia da aldeia.
O museu tem três núcleos: No pátio exterior foi recriado o local onde se guardavam as alfaias agrícolas e, por vezes, lenha.
No interior do edifício, existe uma sala dedicada à arqueologia e uma adega onde com um lagar de vara e fuso e os restantes elementos do ciclo de produção do vinho e da aguardente.